# Like a G6
"Like a G6" là ca khúc của ban nhạc Mỹ Far East Movement hợp tác với ca sĩ người Mỹ Dev và The Cataracs. Bài hát được phát hành như đĩa đơn mở đường cho album năm 2010 Free Wired.

## Bảng xếp hạng

### Bảng xếp hạng hàng tuần
| Bảng xếp hạng (2010–2011)                | Vị trí cao nhất |
| ---------------------------------------- | --------------- |
| Úc (ARIA)                                | 2               |
| Áo (Ö3 Austria Top 40)                   | 8               |
| Bỉ (Ultratop 50 Flanders)                | 2               |
| Bỉ (Ultratop 50 Wallonia)                | 2               |
| Brasil (Billboard Hot 100)               | 8               |
| Brasil (Billboard Hot Pop Songs)         | 2               |
| Canada (Canadian Hot 100)                | 3               |
| CIS (Tophit)                             | 21              |
| Cộng hòa Séc (Rádio Top 100)             | 21              |
| Đan Mạch (Tracklisten)                   | 19              |
| Châu Âu (European Hot 100)               | 17              |
| Phần Lan (Suomen virallinen lista)       | 15              |
| Pháp (SNEP)                              | 14              |
| Đức (GfK)                                | 15              |
| Ireland (IRMA)                           | 12              |
| Hà Lan (Dutch Top 40)                    | 4               |
| Hà Lan (Single Top 100)                  | 3               |
| New Zealand (Recorded Music NZ)          | 1               |
| Ba Lan (Dance Top 50)                    | 18              |
| Nga Airplay (Tophit)                     | 19              |
| Scotland (OCC)                           | 8               |
| Slovakia (Rádio Top 100)                 | 6               |
| Hàn Quốc (Gaon)                          | 31              |
| Thụy Điển (Sverigetopplistan)            | 7               |
| Thụy Sĩ (Schweizer Hitparade)            | 10              |
| Anh Quốc (OCC)                           | 5               |
| Anh Quốc R&B (OCC)                       | 1               |
| Hoa Kỳ Billboard Hot 100                 | 1               |
| Hoa Kỳ Dance Club Songs (Billboard)      | 3               |
| Hoa Kỳ Hot R&B/Hip-Hop Songs (Billboard) | 83              |
| Hoa Kỳ Hot Rap Songs (Billboard)         | 3               |
| Hoa Kỳ Pop Airplay (Billboard)           | 4               |
| Hoa Kỳ Rhythmic (Billboard)              | 1               |

### Bảng xếp hạng cuối năm
| Bảng xếp hạng (2010)                 | Vị trí |
| ------------------------------------ | ------ |
| Úc (ARIA)                            | 27     |
| Bỉ (Ultratop 50 Flanders)            | 69     |
| Brasil (Crowley)                     | 73     |
| Canada (Canadian Hot 100)            | 35     |
| Hà Lan (Dutch Top 40)                | 51     |
| Hà Lan (Single Top 100)              | 46     |
| New Zealand (RMNZ)                   | 23     |
| Hàn Quốc International (Gaon)        | 9      |
| Thụy Điển (Sverigetopplistan)        | 35     |
| Anh Quốc Singles (OCC)               | 63     |
| Hoa Kỳ Billboard Hot 100             | 37     |
| Hoa Kỳ Mainstream Top 40 (Billboard) | 47     |
| Hoa Kỳ Rhythmic (Billboard)          | 32     |

| Bảng xếp hạng (2011)          | Vị trí |
| ----------------------------- | ------ |
| Bỉ (Ultratop 50 Flanders)     | 70     |
| Brasil (Crowley)              | 21     |
| Canada (Canadian Hot 100)     | 82     |
| Pháp (SNEP)                   | 83     |
| Nga Airplay (TopHit)          | 41     |
| Hàn Quốc International (Gaon) | 13     |
| Thụy Điển (Sverigetopplistan) | 80     |
| Anh Quốc Singles (OCC)        | 121    |
| Hoa Kỳ Billboard Hot 100      | 72     |
| Hoa Kỳ Rhythmic (Billboard)   | 39     |

## Chứng nhận
| Quốc gia | Chứng nhận  | Số đơn vị/doanh số chứng nhận |
| --- | ----------- | ----------------------------- |
| Úc (ARIA) | 3× Bạch kim | 210.000^                      |
| Bỉ (BEA) | Vàng        | 15.000*                       |
| Brasil (Pro-Música Brasil) | 2× Bạch kim | 120.000‡                      |
| Canada (Music Canada) | 4× Bạch kim | 320.000‡                      |
| Đan Mạch (IFPI Đan Mạch) | Vàng        | 45.000‡                       |
| Đức (BVMI) | Bạch kim    | 500.000‡                      |
| New Zealand (RMNZ) | Bạch kim    | 15.000*                       |
| Thụy Điển (GLF) | Vàng        | 10.000‡                       |
| Thụy Sĩ (IFPI) | Vàng        | 15.000^                       |
| Anh Quốc (BPI) | 2× Bạch kim | 1.200.000‡                    |
| Hoa Kỳ (RIAA) | 4× Bạch kim | 4.000.000*                    |
| * Chứng nhận dựa theo doanh số tiêu thụ. ^ Chứng nhận dựa theo doanh số nhập hàng. ‡ Chứng nhận dựa theo doanh số tiêu thụ và phát trực tuyến. |             |                               |

## Lịch sử phát hành
| Vùng     | Thời gian         | Định dạng | Nhãn                  |
| -------- | ----------------- | --------- | --------------------- |
| Hoa Kỳ   | 13 tháng 4, 2010  | Tải nhạc  | Cherrytree Interscope |
| Anh Quốc | 14 tháng 11, 2010 | Tải nhạc  | Cherrytree Interscope |